# HD13561
HD13561 є хімічно пекулярною зорею спектрального класу
B4 й має видиму зоряну величину в смузі V приблизно  8,8.